# Willacoochee
Willacoochee város az USA Georgia államában,  Atkinson megyében. Lakosainak száma 1240 fő (2020. április 1.).

## Népesség
A település népességének változása:

| 2010 | 1 391 |
| 2020 | 1 240 |